# 7 Ceti
7 Ceti, som är stjärnans Flamsteed-beteckning, är en ensam stjärna belägen i den sydvästra delen av stjärnbilden Valfisken och har även variabelbeteckningen AE Ceti. Den har en genomsnittlig skenbar magnitud på 4,44 och är synlig för blotta ögat där ljusföroreningar ej förekommer. Baserat på parallaxmätning inom Hipparcosuppdraget på ca 7,3 mas, beräknas den befinna sig på ett avstånd på ca 450 ljusår (ca 137 parsek) från solen. Den rör sig närmare solen med en heliocentrisk radialhastighet på ca -23 km/s. Den listades av Eggen (1965) som en sannolik medlem av Wolf 630-gruppen av stjärnor med gemensam rörelse.

## Egenskaper
7 Ceti är en röd till orange jättestjärna av spektralklass M3 III, som för närvarande befinner sig på den asymptotiska jättegrenen. Den har en radie som är ca 54 solradier och utsänder från dess fotosfär ca 1 020 gånger mera energi än solen vid en effektiv temperatur av ca 3 800 K.
Samus et al. (2017) har 7 Ceti klassificerad som en långsam irreguljär variabel av typ LB, och med variation i magnitud från 4,26 ner till 4,46.Tabur et al. (2009) listade den som en halvregelbunden typ (SR) med fyra kända perioder av 19,2 till 41,7 dygn.
| Period (Dygn) | Amplitud (Mag.) |
| ------------- | --------------- |
| 19.2          | 0.018           |
| 19.6          | 0.020           |
| 27.1          | 0.018           |
| 41.7          | 0.017           |